# پوریا فیاضی
پوریا فیاضی (زاده ۲۲ دی ۱۳۷۱ در هشترود) بازیکن سابق تیم ملی والیبال ایران بود. فیاضی یکی از پدیده‌های والیبال ایران در دهه ۹۰ بود و در لیگ برتر در تیم سایپا بازی‌های زیبایی را به نمایش گذاشت و در مسابقات آسیایی و جام جهانی ۲۰۱۱ از ستارگان تیم ملی والیبال مردان ایران بود. پوریا فیاضی در مسابقات جوانان جهان ایتالیا به همراه امیر غفور، فرهاد سال افزون و سعید شیرود بهترین‌های تیم ملی جوانان ایران بودند. فیاضی مدتی هم کاپیتان تیم والیبال نوجوانان ایران بود و در مسابقات جهانی به قهرمانی رسید و در مسابقات زیر ۲۳ سال جهان در سال ۲۰۱۳ عضو تیم ملی والیبال زیر ۲۳ سال ایران بود. فیاضی در قهرمانی آسیا ۲۰۱۵ به عنوان بهترین دریافت‌کننده قدرتی مسابقات انتخاب شد. وی در سال ۲۰۱۹ همراه با تیم شهرداری ورامین در مسابقات قهرمانی باشگاه‌های آسیا پس از غلبه بر تیم پاناسونیک ژاپن به مقام قهرمانی رسید.
او در بین هواداران اورمیه‌ای والیبال بسیار محبوب است و از اساطیر والیبال اورمیه محسوب می‌شود.

## باشگاهی
پوریا فیاضی سال‌های زیادی را در سایپای البرز گذراند و بازی‌های قابل قبولی را به نمایش گذاشت. فیاضی در سال ۱۳۹۲ به شهرداری ارومیه پیوست. وی در سال ۱۳۹۵ به باشگاه پارسه تهران پیوست.

## دستاوردهای ورزشی
- والیبال قهرمانی باشگاه‌های آسیا
  -  والیبال قهرمانی باشگاه‌های مردان آسیا ۲۰۱۴ – همراه با باشگاه والیبال شهرداری ورامین1
  -  Chinese Taipei 2019 – همراه با باشگاه والیبال شهرداری ورامین
  - والیبال قهرمانی باشگاه‌های مردان آسیا ۲۰۲۲ - همراه با باشگاه والیبال پیکان تهران
  - 1 قرضی در باشگاه والیبال شهرداری ورامین
- مسابقات قهرمانی ملی
  - ۲۰۱۱/۲۰۱۲  لیگ برتر والیبال ایران ۱۳۹۰, همراه با باشگاه والیبال سایپا
  - ۲۰۱۳/۲۰۱۴  لیگ برتر والیبال ایران ۱۳۹۲, همراه با باشگاه والیبال شهرداری ارومیه
  - ۲۰۱۴/۲۰۱۵  لیگ برتر والیبال ایران ۱۳۹۳, همراه با باشگاه والیبال شهرداری ارومیه
  - ۲۰۱۵/۲۰۱۶  لیگ برتر والیبال ایران ۱۳۹۴, همراه با باشگاه والیبال بانک سرمایه
  - ۲۰۱۸/۲۰۱۹  لیگ برتر والیبال ایران ۱۳۹۷, همراه با باشگاه والیبال شهرداری ورامین
- تیم ملی
  - ۲۰۰۸  AVC Asian U19 Championship
  - ۲۰۰۹  FIVB U19 World Championship
  - ۲۰۱۴  والیبال در بازی‌های آسیایی ۲۰۱۴ – مردان
  - ۲۰۱۵  والیبال قهرمانی مردان آسیا ۲۰۱۵
  - ۲۰۱۵  AVC Asian U23 Championship
  - ۲۰۱۹  والیبال قهرمانی مردان آسیا ۲۰۱۹

### انفرادی
- The Best Scorer: 2008 Asian Youth Championship
- The Most Valuable Player: 2015 U23 Asian Championship
- The Best Outside Spiker: 2015 U23 Asian Championship
- The Best Outside Spiker: والیبال قهرمانی مردان آسیا ۲۰۱۵

## زندگی شخصی
فیاضی در سال ۱۳۹۰ با مهتا محمدی (زاده فروردین ۱۳۶۹) بازیکن والیبال ازدواج کرد و حاصل این ازدواج دختری به نام جانان است. مهتا محمدی از بازیکنان تیم ملی والیبال زنان ایران است.